# Provincia Cardenal Caro
Cardenal Caro (Provincia Cardenal Caro) este o provincie din regiunea O'Higgins, Chile. Provincia Cardenal Caro are o populație de 39.068 locuitori (2012) și o suprafață de 3324,8 km2.